# Sen Taka-klasse
De Sen Taka-klasse (Japans: 伊二〇一型潜水艦, I-Nihyakuichi-gata sensuikan) was een Japanse onderzeeboot uit de Tweede Wereldoorlog voor de middellange afstand. Deze duikboot dankte zijn naam aan een afkorting voor de Japanse woorden "onderzeeër" en "snel".

## Ontwerp
Dit type leek in vele opzichten op de Duitse type XXI en bevond zich daarmee in select gezelschap. In vergelijking met de XXI beschikte deze onderzeeër echter over meer vermogen, een hogere maximumsnelheid en een uitgebreidere bewapening. Indertijd hadden de Japanse ontwerpen de reputatie slechts traag te duiken en daarnaast slecht manoeuvreerbaar te zijn. Maar met de Sen Taka maakten de Japanse ontwerpers hun achterstand meer dan goed: de boot voer onder water dubbel zo snel als Amerikaanse duikboten.
De Sen Taka was specifiek gericht op massaproductie en beschikte over een gelaste, gestroomlijnde romp. Bovendien beschikte die boot over een snorkel, waardoor de dieselmotoren de accu's ook onder water konden opladen. Verder brachten de Japanners een rubberen beschermlaag op de scheepsromp aan, dit als bescherming tegen vijandelijke radar en sonar.

## Geen daadwerkelijke inzet
Door het voor Japan ongunstige verloop van de strijd, kon deze slechts drie van de acht op stapel staande exemplaren afbouwen (al waren oorspronkelijk twee dozijn gepland). Van deze drie nam geen enkele boot aan de strijd deel.
Na de Japanse capitulatie reageerden de Amerikanen negatief op de Sovjet wens om dit type te mogen inspecteren: het feit dat ze speciaal voor massaproductie waren ontworpen zat hen niet lekker. Van de drie gecompleteerde boten stuurden ze er twee naar Hawaï, om deze aan een nader onderzoek te ontwerpen. Maar de Sovjet-Unie hield aan haar verzoek vast. Daarom sleepte de Amerikaanse marine in 1946 beide schepen naar dieper water nabij Oahu, waar ze tot zinken werden gebracht. Aanvullende redenen om ze af te zinken bestonden uit het feit dat ze erg smerig waren en krioelden van de ratten tegen de tijd dat de V.S. ze in handen kreeg, bovendien bleek de technische betrouwbaarheid een zwakke schakel.

## Herontdekking
In 2009 vonden speciaal voor op grote diepte ontworpen vaartuigen diverse wrakken, waaronder een Sen Taka. Na mediaberichten dat de onderzoekers enige wrakken hadden herontdekt, overhandigde een gepensioneerd marineman een oude film, waarop de torpedering van een van de duikboten te zien was. Maar hierop waren tevens diverse kustgedeeltes zichtbaar, waarna de onderzoekers een ruwe positiebepaling maakten van de meest waarschijnlijke vindlocatie.